# Franz Lake National Wildlife Refuge
Franz Lake National Wildlife Refuge je rezervace na jihozápadě amerického státu Washington v Columbijské roklině. V rezervaci se nachází různé biotopy, včetně lužních mokřin, přechodné lesy s podrostními keři od vrb přes americké topoly až po jedle a cedry, otevřené lučiny a početné vodní toky.
Franzovo a Arthurovo jezero obsahují zdravá stanoviště šípatek, které poskytují důležité přezimovací prostředí pro labutě malé a další vodní ptáky. Na Franzově jezeře bylo zpozorováno až tisíc přezimujících labutí malých. Mezi další časté vodní ptáky patří berneška velká, kachna divoká, ostralka štíhlá, kopřivka obecná, čírka karolínská, lžičák pestrý, polák dlouhozobý, polák proužkozobý a hvízdák americký. Dále se tu vyskytují různí bahňáci, například volavka velká a chřástalovití, dále také zpěvní ptáci, které využívají travnaté a rákosové lučiny, orobincové rybníky, vrbové houští a lužní lesy. Mezi další zvěř, která se zde nachází, patří rackovití, holub pruhoocasý, káně rudoocasá, krkavci, kulík zrzoocasý, želva ozdobná, žáby Pseudacris regilla, ropucha západoamerická, užovky rodu Thamnophis a veverky Otospermophilus beecheyi.
Některé vodní toky v rezervaci byly identifikovány jako důležité vody pro potěr lososů kisučů a další druhy lososů. Výhled na rezervaci nabízí vyhlídka na státní silnici číslo 14. Dostupné jsou také uspořádané skupinové návštěvy.